# Гумомотор

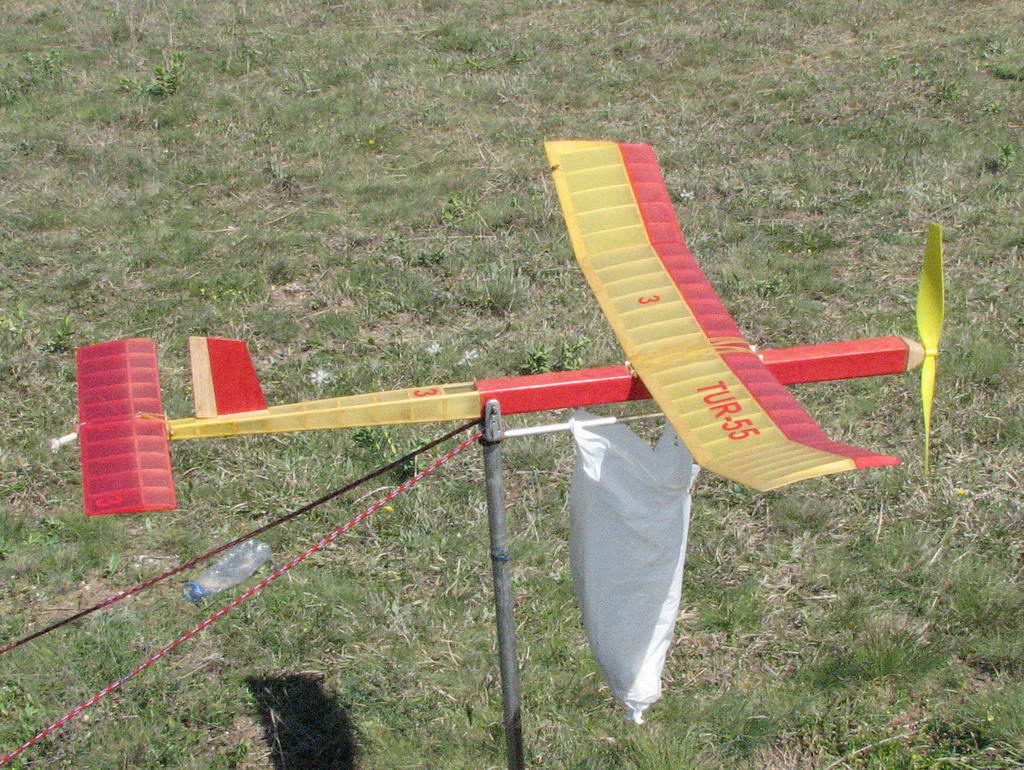
Авіамодель з гумомотором, призначена для польотів на відкритому повітрі

Гумомотор — простий двигун для рухомих моделей. Він є скрученим еластичним джгутом з однієї або декількох гумових ниток, один кінець джгута закріплюється нерухомо на корпусі моделі, інший кріпиться до рушія (пропелера, гвинта, колеса). Винайдений в 1871 році французьким винахідником Альфонсом Пено.
Принцип дії заснований на властивості гумової нитки запасати потенційну енергію при скручуванні і віддавати її у вигляді кінетичної енергії, що обертає рушій. Час роботи і енергія двигуна залежать від довжини і перетину джгута, сорту гуми. Для збільшення крутильного моменту гумомотор можна підключити до редуктора, до того ж можна використовувати декілька джгутів.
Величина крутильного моменту гумомотора, залежно від довжини і поперечного перетину джгута:
| довжина джгута, см | перетин джгута, см | крутильний момент, кг/см |
| ------------------ | ------------------ | ------------------------ |
| 30                 | 0,24               | 0,100                    |
| 40                 | 0,40               | 0,215                    |
| 45                 | 0,56               | 0,356                    |
| 50                 | 0,64               | 0,433                    |
| 55                 | 0,80               | 0,800                    |

Гумомотори використовуються в авіамоделізмі на мініатюрних літаках вагою в декілька десятків грам, в судномоделізмі та автомоделізмі на простих моделях. В авіамоделізмі, гумомотор, обертаючи повітряний гвинт, забезпечує зліт моделі.
За часів СРСР створення гумомоторних моделей літаків, автомобілів та суден було поширеним напрямом технічної творчості серед дітей, їх будували хлопці, що починали займатися в автомодельних гуртках на станціях юних техніків.

## Виноски
1. ↑  ПИОНЕР ЛЕТАЮЩИХ МОДЕЛЕЙ [Архівовано 12 листопада 2013 у Wayback Machine.] (рос.)
2. ↑  Драгунов Г. Б. Автомодельный кружок М. изд-во ДОСААФ СССР, 1988
3. ↑  Бехтерев Ю. Г. На старте — автомодели М. изд-во ДОСААФ, 1977